# توماس ك. أوكونور
توماس ك. أوكونور (بالإنجليزية: Thomas C. O'Connor) هو سياسي أمريكي، ولد في 9 أكتوبر 1927 في نوروولك في الولايات المتحدة، وتوفي بنفس المكان في 16 يناير 2001. حزبياً، نشط في الحزب الجمهوري. وقد انتخب عضو مجلس نواب كونيتيكت.